# Sunrise Resort State Park
Sunrise Resort State Park ist ein State Park im US-Bundesstaat Connecticut auf dem Gebiet der Gemeinde East Haddam. Ursprünglich gehörte das Gelände zu einem Resort. Das Anwesen mit 143 acre (58 ha) Fläche wurde 2009 für $3,2 Mio. vom Staat erworben.

## Geschichte
Das Gelände firmierte früher unter den Namen Elm Camp (1916), Ted Hilton's Hideaway, Frank Davis Resort und letztendlich Sunrise Resort. Hundert Jahre lang diente es als kommerzielle Freizeiteinrichtung, bis der Staat 2009 das Anwesen von der Familie Johnson erwarb und weitere Flächen zukaufte.
2013 war der Park nochmals geschlossen, da baufällige Gebäude entfernt werden mussten.

## Geographie
Mit der Erwerbung wurde eine Lücke zwischen dem Silvio O. Conte National Fish and Wildlife Refuge im Westen und dem Machimoodus State Park im Süden und Osten geschlossen. Der Salmon River begrenzt den Park nach Westen. 1,4 km seines Ufers stehen damit unter Schutz und der Öffentlichkeit zur Verfügung.

## Freizeitmöglichkeiten
Der Park bietet Möglichkeiten zum Schwimmen, Wandern, Picknicken und Reiten.